# هاري هايبارد
هاري هايبارد هو محامي وسياسي أمريكي، ولد في 1 يونيو 1816 في كونكورد في الولايات المتحدة، وتوفي في 28 يوليو 1872 في سومرفيل في الولايات المتحدة. نشط حزبياً في الحزب الديمقراطي. وقد انتخب عضو مجلس ولاية نيوهامبشير ‏ وانتخب عضو مجلس النواب الأمريكي.